# Dokuzlar, Kiraz
Dokuzlar là một xã thuộc huyện Kiraz, tỉnh İzmir, Thổ Nhĩ Kỳ. Dân số thời điểm năm 2010 là 538 người.